# Lotniskowce typu Kitty Hawk
Lotniskowce typu Kitty Hawk – typ amerykańskich lotniskowców, które zaczęły wchodzić do służby w 1961. Zbudowano 4 okręty tego typu. Ostatni ze służby USS „Kitty Hawk” (CV-63) został wycofany w 2009.

## Historia
Okręty typu Kitty Hawk stanowią powiększoną i zmodernizowaną wersję lotniskowców typu Forrestal. Zmiany polegały głównie na przedłużeniu kadłuba i innym rozplanowaniu wind dla samolotów.
Budowę pierwszego okrętu typu, USS „Kitty Hawk” rozpoczęto w stoczni New York SB Corp NJ 27 grudnia 1956 roku. Okręt zwodowano 21 maja 1960 roku, natomiast do służby wszedł 29 kwietnia 1961 roku. Koszt budowy okrętu zamknął się kwotą 217 963 000 dolarów. Ogółem zbudowano cztery okręty tego typu. Ostatni z nich, „John F. Kennedy” (CV-67), różni się dość znacznie od pozostałych i jest czasami uważany za osobny typ.

## Okręty typu
- „Kitty Hawk” (CV-63) (1961–2009)
- „Constellation” (CV-64) (1961–2003)
- „America” (CV-66) (1965–1996)
- „John F. Kennedy” (CV-67) (1967–2007)